# Olympisch kwalificatietoernooi voetbal 2012 (OFC vrouwen)
Het Olympisch kwalificatietoernooi voetbal 2012 (OFC vrouwen) bepaalde welk land uit Oceanië zich kwalificeerde voor de Olympische Spelen 2012 in Londen.
De deelnemers (met uitzondering van Oceanisch kampioen 2010 Nieuw-Zeeland) speelden de eerste ronde. De winnaar van de finale van de eerste ronde speelde in de tweede ronde tegen Nieuw-Zeeland. De winnaar van de tweede ronde plaatste zich voor de Olympische Spelen.

## Eerste ronde
Oorspronkelijk was het de bedoeling dat het vrouwenvoetbaltoernooi van de Pacific Games in 2011 zou fungeren als eerste kwalificatieronde. Hiermee stemde echter de FIFA niet in, omdat aan dit toernooi ook Guam deelnam, dat geen lid is van de Oceanische confederatie maar van de Aziatische confederatie.
Toernooi in Nuku'alofa, Tonga van 1 t/m 7 maart 2012.
De nummers 1 en 2 van de groep gaan naar de finale.

### Groep
| Team                | Gsp | GW | G | V | DV | DT | DS  | Ptn |
| ------------------- | --- | -- | - | - | -- | -- | --- | --- |
| Papoea-Nieuw-Guinea | 3   | 3  | 0 | 0 | 20 | 3  | +17 | 9   |
| Tonga               | 3   | 2  | 0 | 1 | 11 | 5  | +6  | 6   |
| Samoa               | 3   | 1  | 0 | 2 | 7  | 16 | -9  | 3   |
| Vanuatu             | 3   | 0  | 0 | 3 | 6  | 20 | -14 | 0   |

|                             |                                                     |         |                          |                                                                                          |
| 1 maart 2012 13:00 (UTC+13) | Tonga                                               | 5 – 2   | Vanuatu                  | Loto-Tonga Soka Centre, Nuku'alofa Toeschouwers: 700 Scheidsrechter: Anna-Marie Keighley |
| 1 maart 2012 13:00 (UTC+13) | P. Feke 31', 47', 61' Va'enuku 42' Mu'amoholeva 56' | Verslag | 62' Thompson 90+3' Avock | Loto-Tonga Soka Centre, Nuku'alofa Toeschouwers: 700 Scheidsrechter: Anna-Marie Keighley |

|                             |                                                                   |         |                           |                                                                                  |
| 1 maart 2012 15:30 (UTC+13) | Papoea-Nieuw-Guinea                                               | 7 – 2   | Samoa                     | Loto-Tonga Soka Centre, Nuku'alofa Toeschouwers: 250 Scheidsrechter: Tupou Patia |
| 1 maart 2012 15:30 (UTC+13) | Rama 7' Honeakii 12', 38' Morris 45+1' Winas 86' Birum 87', 90+2' | Verslag | 19' L. Mulipola 70' Leuta | Loto-Tonga Soka Centre, Nuku'alofa Toeschouwers: 250 Scheidsrechter: Tupou Patia |

|                             |       |         |                      |                                                                                     |
| 3 maart 2012 13:00 (UTC+13) | Tonga | 0 – 2   | Papoea-Nieuw-Guinea  | Loto-Tonga Soka Centre, Nuku'alofa Toeschouwers: 800 Scheidsrechter: Averii Jacques |
| 3 maart 2012 13:00 (UTC+13) |       | Verslag | 32' Lumbai 48' Siniu | Loto-Tonga Soka Centre, Nuku'alofa Toeschouwers: 800 Scheidsrechter: Averii Jacques |

|                             |                                         |         |                           |                                                                                     |
| 3 maart 2012 15:30 (UTC+13) | Samoa                                   | 4 – 3   | Vanuatu                   | Loto-Tonga Soka Centre, Nuku'alofa Toeschouwers: 200 Scheidsrechter: Finau Vulivuli |
| 3 maart 2012 15:30 (UTC+13) | Peleti 24', 63', 84' Nalpini 80' (e.d.) | Verslag | 5', 29' Batick 43' Angelo | Loto-Tonga Soka Centre, Nuku'alofa Toeschouwers: 200 Scheidsrechter: Finau Vulivuli |

|                             |            |         |                                                         |                                                                                  |
| 5 maart 2012 13:00 (UTC+13) | Samoa      | 1 – 6   | Tonga                                                   | Loto-Tonga Soka Centre, Nuku'alofa Toeschouwers: 600 Scheidsrechter: Nelson Sogo |
| 5 maart 2012 13:00 (UTC+13) | Peleti 38' | Verslag | 4' Si'i Manu 30', 33', 34', 45' Feke 45+6' Mu'amoholeva | Loto-Tonga Soka Centre, Nuku'alofa Toeschouwers: 600 Scheidsrechter: Nelson Sogo |

|                             |             |         |                                                                                                |                                                                                          |
| 5 maart 2012 15:30 (UTC+13) | Vanuatu     | 1 – 11  | Papoea-Nieuw-Guinea                                                                            | Loto-Tonga Soka Centre, Nuku'alofa Toeschouwers: 100 Scheidsrechter: Anna-Marie Keighley |
| 5 maart 2012 15:30 (UTC+13) | Ishmael 42' | Verslag | 6', 57' Kaikas 19', 22', 63' (pen.), 89' Siniu 56' E. Muta 73' B. Muta 79' Rama 85', 90' Winas | Loto-Tonga Soka Centre, Nuku'alofa Toeschouwers: 100 Scheidsrechter: Anna-Marie Keighley |

### Derde plaats
|                             |       |         |                        |                                                                                  |
| 7 maart 2012 13:00 (UTC+13) | Samoa | 0 – 2   | Vanuatu                | Loto-Tonga Soka Centre, Nuku'alofa Toeschouwers: 150 Scheidsrechter: Tupou Patia |
| 7 maart 2012 13:00 (UTC+13) |       | Verslag | 20' Samuel 24' Solomon | Loto-Tonga Soka Centre, Nuku'alofa Toeschouwers: 150 Scheidsrechter: Tupou Patia |

### Finale
|                             |                      |         |       |                                                                                     |
| 7 maart 2012 15:30 (UTC+13) | Papoea-Nieuw-Guinea  | 2 – 0   | Tonga | Loto-Tonga Soka Centre, Nuku'alofa Toeschouwers: 800 Scheidsrechter: Finau Vulivuli |
| 7 maart 2012 15:30 (UTC+13) | Rama 47' B. Muta 49' | Verslag |       | Loto-Tonga Soka Centre, Nuku'alofa Toeschouwers: 800 Scheidsrechter: Finau Vulivuli |

## Tweede ronde
De winnaar van de eerste ronde speelde tegen Nieuw-Zeeland. De winnaar van de tweede ronde plaatste zich voor de Olympische Spelen.
|                              |                                                                                   |         |                     |                                                                           |
| 31 maart 2012 17:00 (UTC+13) | Nieuw-Zeeland                                                                     | 8 – 0   | Papoea-Nieuw-Guinea | Toll Stadium, Whangarei Toeschouwers: 2.243 Scheidsrechter: Rakesh Varman |
| 31 maart 2012 17:00 (UTC+13) | Wilkinson 6' Smith 13' Gregorius 40' Hearn 43', 90+1' White 63', 89' Percival 70' | Verslag |                     | Toll Stadium, Whangarei Toeschouwers: 2.243 Scheidsrechter: Rakesh Varman |

|                             |                     |         |                                                                                                   |                                                                               |
| 4 april 2012 14:00 (UTC+10) | Papoea-Nieuw-Guinea | 0 – 7   | Nieuw-Zeeland                                                                                     | PMRL Stadium, Port Moresby Toeschouwers: 1.650 Scheidsrechter: Norbert Hauata |
| 4 april 2012 14:00 (UTC+10) |                     | Verslag | 13' Hayley Moorwood 32', 84' (pen.) Gregorius 37' Wilkinson 42' (e.d.) onb. 49' Green 70' Hassett | PMRL Stadium, Port Moresby Toeschouwers: 1.650 Scheidsrechter: Norbert Hauata |